# 후루카와 토시오
후루카와 토시오(일본어: 古川 登志夫ふ 후루카와 도시오[*], 1946년 7월 16일~ )는 일본의 남자 성우이다. 아내는 마찬가지로 성우 가키누마 시노이다

## 출연작

### 애니메이션
1974년
- 제로 테스터 (통신원)

1975년
- 용자 라이딘 (병사2)

1976년
- 초원의 소녀 로라 (카롤로스)
- 도카벤（나기사 케이치）
- 마그네로보 가킨(호죠 다케루)
- 만화 꽃의 계장

1977년
- 애로우 엠블렘 그랑프리의 매（한스 로젠）
- 잇큐씨(가와다 겐타로)
- 공룡대전쟁 아이젠보그(에나쓰 가쓰야)
- 무적초인 점보트3(고즈키 신고, 가미에 우츄타)
- 혹성로보 단가드A (오호시 히데토, 롭 와이드)

1978년
- 잇큐씨(호리타 산키치)
- 은하철도999 (1978년 -1981년 미남, 이카리, 레스텔, 웨스터, 한자, 댐, 메인 덴드로)
- 초전자머신 볼테스 V
- 투장 다이모스

1979년
- 우주공모 블루노아(도메니코, 자이텔)
- 우주전함 야마토: 새로운 여행 (사카모토 시게루)
- 기동전사 Z 건담 (가이 시덴, 오스카 더블린, 오므르 행, 잡 존, 밤마스, 마커 클랜, 일류신, 이바노프, 가야하와, 콤, 코와르, 사그레도, 제이큐)
- 원탁의 기사 이야기 불타올라라 아서(1979년-1980년, 페리노아)
- 사이보그009 (1979년판)(1979년-1980년 레반, 브라흐머, 필립, 빅터)
- 더☆울트라맨
- 베르사이유의 장미(생 쥐스트)
- 미래로보 달타니어스(1979년-1980년, 다테 켄토)
- 도라에몽 (TV아사히 제1기)(마을사람)
- 무적강인 다이탄3(S 솔저)

1980년
- 우주전함 야마토III(1980년 - 1981년 아게하 다케시)
- 우주전사 발디오스 (아란, 라토피, 조리로)
- 톰 소여의 모험(보안관 조수, 퍼트)
- 롤러왕 파워킹(검사)
- 닐스의 모험(여우1, 잘로, 강)
- 마린스노의 전설（야마 모리마사）
- 무의 백경(플라토스)
- 무적로보 트라이더 G7(오야마켄이치)
- 메텔링의 파랑새 치루치루미치루의 모험여행 (나레이션)
- 불타올라라 아서 백마의 왕자(마리스)

1981년
- 내일의 죠2
- 시끌별 녀석들 (1981년 - 1986년、모로보시 아타루)
- 황야의 부르는 목소리 짖어라 백
- 최강로보 다이오쟈 (에드워드 미토)
- 낚시광 산페이(쇼타, 키타무라 슈이치)
- Dr.슬럼프 아레레짱 (1981년 - 1986년, 태양, 내레이터, 보톤, 마스터 외) - 1시리즈 + 특별편 3작품
- 얏토데타맨(히카루 겐지)

1982년
- 장난꾸러기 신 이야기 고로코로 포론(이카루스, 빵, 트리톤)
- 기갑함대 다이라가XV (아키 마나부)
- 역전 잇파츠맨(왕자)
- 더 카보챠 와인 (아오바 슌스케)
- 전투메카 자붕글 (브루메)
- 파타리로(1호를 비롯한 양파부대원)

1983년
- 광속전신 알베가스 (엔죠지 다이사쿠)
- 과연 사루토비 (바람)
- 멈춰!!히바리군 （모토초타 쇼타쓰）
- 나나코SOS (오쿠라)

1984년
- Gu-Gu간모
- GALACTIC PATROL 렌즈맨( 킴볼 키니슨 )
- 북두의권（1984년 - 1987년, 진)
- 작은 사랑의 이야기 치치와 샐리 첫사랑의 사계절(샐리〈무라카미 사토시〉)
- 고깔 모자의 메모루(배낭만)

1985년
- 기동전사Z건담(카이 시덴)
- 게게게의 키타로(제3작)(히비키 와타루)
- 루팡 3세 PARTIII (로버트)

1986년
- 애니메이션 전집 바람불다(나)
- 하이스쿨!기면조 (와카게시사루, 다마사바키타쿠미, 사스가쓰리키치)
- 메종일각(사카모토)

1987년
- 안미츠 공주(드라큘라Jr.)
- 가면의 닌자 아카카게 (아카카게)
- 신 메이플 타운 이야기 팜 타운 편 (벨몬트 선생님)
- 드래곤볼（1987년 - 1989년 블루 장군, 슈라, 마쥬니어(피콜로))
- 노리쿠라군(드라큘라)

1988년
- 신 그림 명작동화 (왕자)
- 내친김에 툭툭（雲隠才蔵）
- 북두의권2(진)

1989년
- 악마군（1988년 - 1989년 매피스토 2세)
- 기동경찰 패트레이버 (시노하라 아스마)
- 드래곤볼Z (1988년 - 1996년 피콜로, 재배맨)

1991년
- 겟타로보 호 (타치바나 신이치)

1993년
- 푸른 전설의 슛 (구보 요시하루)

1994년
- 미소녀 전사 세일러문 시리즈 (하야세슌, 호크스 아이) -2시리즈

1995년
- 빨간망토의 챠챠(피카폰)

1996년
- 드래곤볼GT（1996년 - 1997년、피콜로)

1997년
- 큐티하니 (알폰느 이사장)

1998년
- 명탐정 코난 (1998년 - 2021년、야마무라 미사오)

1999년
- 김전일 소년의 사건부（1999년 - 2000년 、도와다 키요시, 사쿠라다 히로노스케, 유령검사)
- THE 빅오(유진 그랜트)
- 주간 스토리 랜드(부조종사)
- 비밀의 아코짱 (제3작) (두목)

2000년
- 마슈란보 (디스크로우)

### 극장용 애니메이션
- 11인이 있다-소리담 4세 도리카스
- 3인의 기사(더빙)-판치토 피스톨레스
- 렌즈맨-킴볼 키니슨
- 드래곤볼 슈퍼: 브로리-피콜로
- 기동전사 건담 극장판
  - 기동전사 건담 디 오리진V: 격돌 루움 전투
  - 기동전사 건담 디 오리진 Ⅵ: 탄생 붉은 혜성

### OVA
- AD 폴리스-레온 맥니콜
- 기신병단-빌(요시미쓰 스쿠로)
- 은하영웅전설-올리비에 포플런